# Sébastien Gérardin
Sébastien Gérardin (Mirecourt, 9 marzo 1751 – Parigi, 17 luglio 1816) è stato un naturalista, ornitologo e botanico francese.

## Biografia
Dopo la preparazione per il sacerdozio, Sébastien Gérardin divenne canonico di Poussay nel 1790. 
Appassionato di storia naturale materia che insegnò presso l'École Centrale d'Epinal dove allestì una wunderkammer e un giardino botanico. 
È stato collaboratore del Muséum national d'histoire naturelle di Parigi dal 1803.

## Opere
- 1784 : Lettre d'un Anglois à un François sur la découverte du magnétisme animal, et observations sur cette lettre (A. Bouillon)
- 1805: Tableau élémentaire de botanique (Perlet, Parigi).
- 1806: Tableau élémentaire d'ornithologie, ou Histoire naturelle des oiseaux que l'on rencontre communément en France (Tourneisen fils, Paris) — 2ª ed.: 1822.
- 1810:  Essai de physiologie végétale: ouvrage dans lequel sont expliquées toutes les parties des végétaux: accompagné de planches et de tableaux méthodiques, représentant les trois systèmes de Tournefort, de Linné et de Jussieu. (F. Schoell, Paris, 2 vol.).
- 1817: Dictionnaire raisonné de botanique publié, revu et augmenté… par Mr N.-A. Desvaux (Dondey-Dupré, Parigi).